# معتمدية السوق الجديد
معتمدية السوق الجديد إحدى معتمديات الجمهورية التونسية، تابعة لولاية سيدي بوزيد.